# Departementschef
Departementschef är i Sverige det statsråd (minister) som leder ett departement. Vissa departement har flera statsråd, därför är inte alla statsråd departmentschefer. Inom juridiken i Sverige gäller att departementschefens yttranden i förarbeten till lagstiftning är viktiga för rättstillämpningen.
Statsministern är inte i sig departementschef, men är chef för hela regeringen och för statsrådsberedningen. Det har också hänt, att en statsminister samtidigt har varit departementschef: Hjalmar Branting var ett tag både statsminister och utrikesminister.
I Danmark är departementschefen den högsta opolitiskt tillsatta tjänstemannen på ett ministerium. Departementschefen är ministerns närmsta medarbetare och motsvarar en svensk statssekreterare (den senare är dock politiskt tillsatt). Den regering som styrde Danmark mot slutet av den tyska ockupationen under andra världskriget benämns departementschefstyret.